# Dettum
Dettum est une municipalité allemande du land de Basse-Saxe et de l’arrondissement de Wolfenbüttel. En 2015, elle comptait 1 231 habitants.

## Villages
- Mönchevahlberg

## Source
- (de) Cet article est partiellement ou en totalité issu de l’article de Wikipédia en allemand intitulé « Dettum » (voir la liste des auteurs).